# Liste der Stolpersteine in Bebra
Die Liste der Stolpersteine in Bebra enthält die Stolpersteine, die im Rahmen des gleichnamigen Kunst-Projekts von Gunter Demnig in Bebra verlegt wurden. Mit ihnen soll an die Opfer des Nationalsozialismus erinnert werden, die in Bebra lebten und wirkten.

## Liste der Stolpersteine
| Name               | Adresse                | Bild | Inschrift | Verlegedatum  | Biografie und Anmerkungen |
| ------------------ | ---------------------- | ---- | --- | ------------- | ------------------------- |
| Ruth Neuhaus       | Amalienstraße ·        |      | Hier wohnte Ruth Neuhaus Jg. 1918 deportiert 1941 Łodz/Litzmannstadt ermordet Juli 1944 Chelmno/Kulmhof                           | 6. Okt. 2021  |                           |
| Isaak Neuhaus      | Amalienstraße ·        |      | Hier wohnte Isaak Neuhaus Jg. 1876 Flucht 1939 Südafrika                                                                          | 6. Okt. 2021  |                           |
| Mathilde Döllefeld | An der Bebra 1 ·       |      | Hier wohnte Mathilde Döllefeld Jg. 1872 deportiert 1942 Sobibor ermordet 3.6.1942                                                 | 10. Juli 2019 |                           |
| Klara Döllefeld    | An der Bebra 1 ·       |      | Hier wohnte Klara Döllefeld geb. Wallach Jg. 1889 deportiert 1942 Sobibor ermordet 3.6.1942                                       | 10. Juli 2019 |                           |
| Walter Döllefeld   | An der Bebra 1 ·       |      | Hier wohnte Walter Döllefeld Jg. 1910 deportiert 1942 ermordet in Majdanek                                                        | 10. Juli 2019 |                           |
| Sophie Frank       | Apothekenstraße ·      |      | Hier wohnte Sophie Frank geb. Fürth Jg. 1870 gedemütigt/entrechtet Flucht in den Tod 12.11.1938                                   | 10. Juli 2019 |                           |
| Betty Levi         | Apothekenstraße ·      |      | Hier wohnte Betty Levi geb. Frank Jg. 1892 deportiert 1942 Sobibor ermordet Juni 1942                                             | 10. Juli 2019 |                           |
| Traudel Levi       | Apothekenstraße ·      |      | Hier wohnte Traudel Levi verh. Süsskind Jg. 1914 Flucht 1936 Palästina                                                            | 10. Juli 2019 |                           |
| Jenny Süsskind     | Apothekenstraße ·      |      | Hier wohnte Jenny Süsskind geb. Wallach Jg. 1890 deportiert 1942 Sobibor ermordet 3.6.1942                                        | 10. Juli 2019 |                           |
| Sally Süsskind     | Apothekenstraße ·      |      | Hier wohnte Sally Süsskind Jg. 1883 deportiert 1942 Sobibor ermordet 3.6.1942                                                     | 10. Juli 2019 |                           |
| Max Moses Levi     | Apothekenstraße ·      |      | Hier wohnte Max Moses Levi Jg. 1877 deportiert 1941 Riga ermordet                                                                 | 6. Okt. 2021  |                           |
| Hedwig Levi        | Apothekenstraße ·      |      | Hier wohnte Hedwig Levi geb. Wallach Jg. 1887 deportiert 1941 Riga ermordet 1944                                                  | 6. Okt. 2021  |                           |
| Ludwig Lutz Levi   | Apothekenstraße ·      |      | Hier wohnte Ludwig Lutz Levi Jg. 1907 Flucht 1939 England                                                                         | 6. Okt. 2021  |                           |
| Rolf Emanuel       | Hersfelder Straße 7 ·  |      | Hier wohnte Rolf Emanuel Jg. 1925 deportiert 1942 Transit-Ghetto Izbica Majdanek ermordet 9.8.1942                                | 6. Okt. 2021  |                           |
| Baruch Emanuel     | Hersfelder Straße 7 ·  |      | Hier wohnte Baruch Emanuel Jg. 1865 deportiert 1942 Theresienstadt ermordet 14.11.1942                                            | 6. Okt. 2021  |                           |
| Martha Emanuel     | Hersfelder Straße 7 ·  |      | Hier wohnte Martha Emanuel geb. Oppenheim Jg. 1893 deportiert 1942 Transit-Ghetto Izbica ermordet                                 | 6. Okt. 2021  |                           |
| Manfred Emanuel    | Hersfelder Straße 7 ·  |      | Hier wohnte Manfred Emanuel Jg. 1892 deportiert 1942 Transit-Ghetto Izbica Majdanek ermordet 1.7.1942                             | 6. Okt. 2021  |                           |
| Joseph Abraham     | Lindenplatz 8 ·        |      | Hier wohnte Joseph Abraham Jg. 1869 deportiert 1942 Theresienstadt ermordet 24.9.1942                                             | 10. Juli 2019 |                           |
| Moritz Moses       | Lindenplatz 8 ·        |      | Hier wohnte Moritz Moses Jg. 1902 deportiert 1942 Sobibor ermordet 3.6.1942                                                       | 10. Juli 2019 |                           |
| Hertha Hanna Moses | Lindenplatz 8 ·        |      | Hier wohnte Hertha Hanna Moses geb. Abraham Jg. 1904 deportiert 1942 Sobibor ermordet 3.6.1942                                    | 10. Juli 2019 |                           |
| Pauline Moses      | Lindenplatz 8 ·        |      | Hier wohnte Pauline Moses Jg. 1933 deportiert 1942 Sobibor ermordet 3.6.1942                                                      | 10. Juli 2019 |                           |
| Moses Moses        | Lindenplatz 8 ·        |      | Hier wohnte Moses Moses Jg. 1940 deportiert 1942 Sobibor ermordet 3.6.1942                                                        | 10. Juli 2019 |                           |
| Salomon Abraham    | Nürnberger Straße 18 · |      | Hier wohnte Salomon Abraham Jg. 1871 gedemütigt/entrechtet Flucht in den Tod 3.9.1942                                             | 10. Juli 2019 |                           |
| Louise Abraham     | Nürnberger Straße 18 · |      | Hier wohnte Louise Abraham geb. Jüngster Jg. 1878 deportiert 1942 Theresienstadt ermordet 23.2.1942                               | 10. Juli 2019 |                           |
| Ludwig Abraham     | Nürnberger Straße 18 · |      | Hier wohnte Ludwig Abraham Jg. 1903 Flucht 1939 Frankreich mit Hilfe überlebt                                                     | 10. Juli 2019 |                           |
| Siegfried Abraham  | Nürnberger Straße 18 · |      | Hier wohnte Siegfried Abraham Jg. 1904 'Schutzhaft' 1938 Buchenwald Flucht 1939 England                                           | 10. Juli 2019 |                           |
| Dankmar Abraham    | Nürnberger Straße 18 · |      | Hier wohnte Dankmar Abraham Jg. 1906 USA                                                                                          | 10. Juli 2019 |                           |
| Siegfried Abraham  | Nürnberger Straße 19 · |      | Hier wohnte Siegfried Abraham Jg. 1875 unfreiwillig verzogen Frankfurt gedemütigt/entrechtet tot 8.1.1939                         | 6. Okt. 2021  |                           |
| Ida Abraham        | Nürnberger Straße 19 · |      | Hier wohnte Ida Abraham geb. Fackenheim Jg. 1884 deportiert 1942 Theresienstadt 1944 Auschwitz ermordet                           | 6. Okt. 2021  |                           |
| Leo Abraham        | Nürnberger Straße 19 · |      | Hier wohnte Leo Abraham Jg. 1906 deportiert 1942 Theresienstadt 1944 Auschwitz ermordet in Bergen-Belsen                          | 6. Okt. 2021  |                           |
| Reni Katz          | Nürnberger Straße 26 · |      | Hier wohnte Reni Katz geb. Ochs Jg. 1908 deportiert 1941 Łodz/Litzmannstadt ermordet Juni 1944 Chelmno/Kulmhof                    | 6. Okt. 2021  |                           |
| Walter Katz        | Nürnberger Straße 26 · |      | Hier wohnte Walter Katz Jg. 1895 'Schutzhaft' 1938 Dachau deportiert 1941 Łodz/Litzmannstadt ermordet 4.8.1942                    | 6. Okt. 2021  |                           |
| Alfred Katz        | Nürnberger Straße 26 · |      | Hier wohnte Alfred Katz Jg. 1928 deportiert 1941 Łodz/Litzmannstadt ermordet Juni 1944 Chelmno/Kulmhof                            | 6. Okt. 2021  |                           |
| Willi Oppenheim    | Nürnberger Straße 36 · |      | Hier wohnte Willi Oppenheim Jg. 1868 'Schutzhaft' 1938 Sachsenhausen deportiert 1942 Theresienstadt ermordet 17.4.1943            | 19. Juli 2019 |                           |
| Mathilde Oppenheim | Nürnberger Straße 36 · |      | Hier wohnte Mathilde Oppenheim geb. Tannenberg Jg. 1875 deportiert 1942 Theresienstadt ermordet 14.6.1944                         | 19. Juli 2019 |                           |
| Röschen Oppenheim  | Nürnberger Straße 36 · |      | Hier wohnte Röschen Oppenheim Jg. 1870 deportiert 1942 Theresienstadt 1942 Treblinka ermordet                                     | 6. Okt. 2021  |                           |
| Adolf Fulda        | Nürnberger Straße 50 · |      | Hier wohnte Adolf Fulda Jg. 1893 deportiert 1941 Minsk ermordet                                                                   | 6. Okt. 2021  |                           |
| Meta Fulda         | Nürnberger Straße 50 · |      | Hier wohnte Meta Fulda geb. Oppenheim Jg. 1892 deportiert 1941 Minsk ermordet                                                     | 6. Okt. 2021  |                           |
| Leopold Levi       | Nürnberger Straße 54 · |      | Hier wohnte Leopold Levi Jg. 1897 'Schutzhaft' 1938 Buchenwald deportiert 1940 Gurs interniert Drancy 1942 Auschwitz ermordet     | 6. Okt. 2021  |                           |
| Martha Levi        | Nürnberger Straße 54 · |      | Hier wohnte Martha Levi geb. Frank Jg. 1902 deportiert 1940 Gurs interniert Drancy 1942 Auschwitz ermordet                        | 6. Okt. 2021  |                           |
| Johanna Oppenheim  | Pfarrstraße 21 ·       |      | Hier wohnte Johanna Oppenheim geb. Abraham Jg. 1876 deportiert 1942 Theresienstadt 1942 Treblinka ermordet                        | 19. Juli 2019 |                           |
| Leo Oppenheim      | Pfarrstraße 21 ·       |      | Hier wohnte Leo Oppenheim Jg. 1903 'Schutzhaft' 1938 Buchenwald Ausreise erzwungen 1939 England interniert in England, Australien | 19. Juli 2019 |                           |
| Marie Oppenheim    | Pfarrstraße 21 ·       |      | Hier wohnte Marie Oppenheim geb. Ochs Jg. 1912 deportiert 1942 Sobibor ermordet 3.6.1942                                          | 19. Juli 2019 |                           |